# Кочабамба (департамент)
Кочаба̀мба (на испански: Cochabamba) е един от 9-те департамента на южноамериканската държава Боливия. Разположен е в централната част на страната. Населението на департамента е 1 971 523 жители (по изчисления за юли 2018 г.), а общата му площ – 55 631 км². Столицата му е едноименният град Кочабамба.

## Провинции
Департаментът е разделен на 16 провинции. Някои от тях са:
- Арани
- Боливар
- Караско
- Пуната

## Забележителности
Кристо де ла Конкордия (на испански: El Cristo de la Concordia) е статуя, изобразяваща Исус Христос. Статуята се намира на върха Сан Педро, източно от Кочабамби в Боливия. Статуята е висока 34,20 метра, пиедесталът – 6,24 метра, общата височина е 40,44 метра.
Кристо де ла Конкордия в Кочабамба е с 2,44 метра по-висока от статуята на Христос Спасителя в Рио де Жанейро. Това прави статуята в Кочабамба най-високата статуя в южното полукълбо.
Строителството на паметника започва на 12 юли 1987 година и завършва на 20 ноември 1994 г. Дизайнът на статуятата е направен от Сезар и Валтер Пардо по подобие на статуята в Рио де Жанейро. Намира се на височина 256 метра над града и на 2840 метра над морското равнище. Тежи около 2200 тона. Главата на статуята е с височина 4,64 метра и тегло 11 850 кг. Размахът на ръцете е 32,87 метра. Площадът, където се намира монумента, е с площ 2400 кв. м. Към платформата за наблюдение се стига благодарение на намиращите се 1399 стъпала във вътрешността на паметника. Статуята е изработена от стомана и бетон. До Кристо де ла Конкордия може да се стигне с кабинковия лифт, водещ дотам; с такси; автобус или като се изкачат 2000-те стъпала до върха.